# Episodi di Greek - La confraternita (seconda stagione)
La seconda stagione della serie televisiva Greek - La confraternita, composta da 22 episodi, è stata trasmessa negli Stati Uniti dall'emittente ABC Family dal 26 agosto 2008 al 15 giugno 2009, suddivisa in due parti di 10 e 12 episodi.
In Italia, la prima parte ha debuttato su Fox il 27 luglio 2009, mentre la seconda parte è andata invece in onda dal 1º dicembre 2009.
| nº | Titolo originale                      | Titolo italiano                          | Prima TV USA      | Prima TV Italia  |
| -- | ------------------------------------- | ---------------------------------------- | ----------------- | ---------------- |
| 1  | Brothers and Sisters                  | Fratelli e sorelle                       | 26 agosto 2008    | 27 luglio 2009   |
| 2  | Crush Landing                         | Il Cotta Party                           | 2 settembre 2008  | 27 luglio 2009   |
| 3  | Let's Make a Deal                     | Tutto per un'auto                        | 9 settembre 2008  | 3 agosto 2009    |
| 4  | Gays, Ghosts and Gamma Rays           | Gay, fantasmi e raggi gamma              | 16 settembre 2008 | 3 agosto 2009    |
| 5  | Pledges Allegiance                    | La rivolta delle matricole               | 23 settembre 2008 | 10 agosto 2009   |
| 6  | See You Next Time, Sisters            | Alla prossima volta, Sorelle             | 30 settembre 2008 | 10 agosto 2009   |
| 7  | Formally Yours                        | Il ballo                                 | 7 ottobre 2008    | 17 agosto 2009   |
| 8  | The Popular Vote                      | Fino all'ultimo voto                     | 14 ottobre 2008   | 17 agosto 2009   |
| 9  | Three's a Crowd                       | Ménage à trois                           | 21 ottobre 2008   | 24 agosto 2009   |
| 10 | Hell Week                             | La settimana infernale                   | 28 ottobre 2008   | 24 agosto 2009   |
| 11 | Take Me Home, Cyprus-Rhodes           | Ritorni                                  | 30 marzo 2009     | 1º dicembre 2009 |
| 12 | From Rushing with Love                | Sinergia karmica                         | 6 aprile 2009     | 8 dicembre 2009  |
| 13 | Engendered Species                    | Amici o nemici?                          | 13 aprile 2009    | 15 dicembre 2009 |
| 14 | Big Littles & Jumbo Shrimp            | Matricole e gamberoni                    | 20 aprile 2009    | 22 dicembre 2009 |
| 15 | Evasive Actions                       | Azioni elusive                           | 27 aprile 2009    | 29 dicembre 2009 |
| 16 | Dearly Beloved                        | Matrimonio al campus                     | 4 maggio 2009     | 29 dicembre 2009 |
| 17 | Guilty Treasures                      | Il bottino                               | 11 maggio 2009    | 5 gennaio 2010   |
| 18 | Divine Secrets and the ZBZ Sisterhood | I divini segreti delle sorelle Zeta Beta | 18 maggio 2009    | 12 gennaio 2010  |
| 19 | Social Studies                        | Scienze sociali                          | 25 maggio 2009    | 19 gennaio 2010  |
| 20 | Isn't It Bro-mantic                   | Fratelli e confratelli                   | 1º giugno 2009    | 26 gennaio 2010  |
| 21 | Tailgate Expectations                 | L'amore attraverso i secoli              | 8 giugno 2009     | 2 febbraio 2010  |
| 22 | At World's End                        | La fine del mondo                        | 15 giugno 2009    | 9 febbraio 2010  |

## Fratelli e sorelle
- Titolo originale: Brothers and Sisters
- Diretto da: Michael Lange
- Scritto da: Anne Kenney, Jessica O'Toole e Amy Rardin

### Trama
Le conseguenze derivanti dalle vacanze di primavera si avvertono durante le annuali "Confraterniadi": Casey si concentra sul proseguimento della striscia vincente della ZBZ e, allo stesso tempo, cerca di controllare un'indisciplinata Rebecca. Nel frattempo, l'amicizia tra Rusty e Calvin è messa a dura prova quando la rivalità tra Cappie ed Evan si intensifica. Inoltre, Frannie cerca invano di raccontare della relazione nata fra lei ed Evan a Casey che, però, scopre alla fine delle "Confraterniadi".
- Guest star: Charisma Carpenter (Teagen)

## Il Cotta Party
- Titolo originale: Crush Landing
- Diretto da: Patrick Norris
- Scritto da: Dana Calvo e Carter Covington

### Trama
Rusty inizia ad annoiarsi del suo programma speciale di scienze dei polimeri e decide di consultare il suo nuovo RA, Max, per qualche consiglio. Nel frattempo, la relazione di Frannie e Evan è ora pubblica, e Frannie spera che lei e Casey possano ancora essere amiche. Quest'ultima vuole un po' di tempo per pensarci, ma alla fine decide di non esserle più amica. Intanto lo scandalo del senatore Logan fa di Rebecca una reietta, e Cappie cerca di tirarle su il morale usando la propria notorietà per ottenere dei favori per la fidanzata.

## Tutto per un'auto
- Titolo originale: Let's Make a Deal
- Diretto da: Linda Mendoza
- Scritto da: Roger Grant

### Trama
La bolletta di Ashleigh per la carta di credito è molto superiore di quanto si aspettasse, e chiede aiuto a Casey, che a sua volta chiede aiuto a Rusty e Max per imparare a contare le carte nel tentativo di vincere a Blackjack durante la "Serata Casinò" degli Omega Chi. Nel frattempo Evan riceve il suo fondo fiduciario, mentre Rebecca si offre di acquistare una nuova auto a Cappie che rifiuta l'offerta e, a seguito di alcuni litigi, lui e Rebecca si lasciano.

## Gay, fantasmi e raggi gamma
- Titolo originale: Gays, Ghosts and Gamma Rays
- Diretto da: Michael Lange
- Scritto da: Michael Berns

### Trama
Studiando tutti i componenti della confraternita, gli impegni delle matricole KT incontrano un nome sconosciuto. Dopo aver scoperto l'identità del misterioso attivo, ne deriva un grosso problema a cui Cappie trova rimedio. Casey ha una cotta per Max, ma la loro storia d'amore in erba subisce un intoppo quando lei pensa che lui abbia una fidanzata, ma ella è in realtà morta. Inoltre, Michael vuole che Calvin abbia più amici gay ma lui porta Ashleigh che a sua volta invita Rebecca al bar gay per superare la rottura con Cappie.

## La rivolta delle matricole
- Titolo originale: Pledge Allegiance
- Diretto da: Gil Junger
- Scritto da: Mike Ladd

### Trama
Stufi di essere maltrattati dagli attivi della Kappa Tau, le matricole organizzano una rivolta. Le tensioni si scaldano tra Casey e Frannie quando entrambe iniziano una battaglia per ottenere la fiducia delle matricole della ZBZ solo a favore delle loro esigenze personali. Infine Evan usa il suo fondo fiduciario appena acquisito, per corrompere Michael, il fidanzato di Calvin, nonché professore di francese.

## Alla prossima volta, sorelle
- Titolo originale: See You Next Time, Sisters
- Diretto da: Michael Lange
- Scritto da: Jessica O'Toole e Amy Rardin

### Trama
Casey, Frannie, e Ashleigh partecipano all'annuale conferenza nazionale ZBZ dove Frannie presenta una proposta che, se approvata, le consentirà di candidarsi nuovamente per la presidenza delle ZBZ. La Kappa Tau affronta la chiusura a causa di violazioni fino a quando non decidono di ospitare l'annuale "Galileo Party" del programma speciale di ingegneria durante il quale, Cappie viene a sapere della relazione tra Casey e Max.

## Il ballo
- Titolo originale: Formally Yours
- Diretto da: Fred Gerber
- Scritto da: Carter Covington

### Trama
Attira più vicino possibile al Ballo di Primavera delle ZBZ, Casey si preoccupa se un Max socialmente imbarazzante farà una buona impressione. Quando Kappa Tau annulla la loro partecipazione, Ashleigh sceglie un Rusty disperato come accompagnatore. Cappie e Rebecca non possono stare lontani l'uno dall'altro pur essendosi lasciati.

## Fino all'ultimo voto
- Titolo originale: The Popular Vote
- Diretto da: Melanie Mayron
- Scritto da: Matt Whitney

### Trama
Per raccogliere più voti per le prossime elezioni presidenziali, Frannie e Casey usano tattiche poco amichevoli. Rusty e Cappie provano degli appuntamenti-lampo, ma, mentre è ad uno di questi, rincontra con Jen K. Calvin è incerto se rompere con Michael o parlargli di lui e Heath.
- Guest star: Jessica Lee Rose (Jen K.)

## Ménage à trois
- Titolo originale: Three's a Crowd
- Diretto da: Sandy Smolan
- Scritto da: Michael Berns, Dana Calvo, Jessica O'Toole e Amy Rardin

### Trama
Ashleigh è alle prese con il suo nuovo ruolo di presidente delle ZBZ, occasione che Frannie cerca di usare a suo vantaggio. Dale presenta Rusty al suo vecchio amico, Kirk, ma quando Rusty scopre che Kirk è un drogato, provoca una frattura nella sua amicizia con Dale. Cappie cerca di recuperare il suo status di un donnaiolo.
- Guest star: Dan Byrd (Kirk)

## La settimana infernale
- Titolo originale: Hell Week
- Diretto da: Michael Lange
- Scritto da: Roger Grant

### Trama
Durante l'ultima settimana dell'anno scolastico, le Confraternite iniziano i loro impegni. Gli errori di Rusty, portano la KT alla domanda se è una buona idea farlo diventare un "effettivo". Il rapporto tra Casey e Max inizia a barcollare, quando si rendono conto che passeranno l'estate separati. Infine Frannie lascia la ZBZ con metà delle sorelle per dare vita ad una nuova Confraternita.

## Ritorni
- Titolo originale: Take Me Home, Cyprus-Rhodes
- Diretto da: Michael Lange
- Scritto da: Jessica O'Toole e Amy Rardin

### Trama
Volontà di Casey di concentrarsi sulla sua istruzione viene messa alla prova quando Ashleigh ha bisogno del suo aiuto per la battaglia contro la rivale, Iota Kappa Iota, la nuova confraternita di Frannie. Calvin invita ad unirsi alle confraternite il suo amico di scuola, Andy, che mostra interesse sia per gli Omega Chi che per i KT. Rusty e Dale decidono di vivere insieme al di fuori del dormitorio nella casa che Casey aveva intenzione di affittare dal momento che la ragazza decide di tornare ad impegnarsi nella ZBZ.
- Guest star: Jesse McCartney (Andy)

## Sinergia karmica
- Titolo originale: From Rushing with Love
- Diretto da: Fred Savage
- Scritto da: Matt Whitney

### Trama
Cappie non vuole fare alcuna offerta ad Andy, ma preferisce che sia quest'ultimo a scegliere se entrare o meno a far parte della Kappa Tau, mentre Evan mette sotto pressione Calvin per far entrare il ragazzo nella Omega Chi. Casey e Ashleigh si affidano a Rebecca, che agisce come una talpa per le ZBZ, fornendo loro i piani delle IKI. Quando notano che le informazioni di Rebecca sono spesso errate, cominciano a sospettare che lei faccia il doppio gioco, ma, in realtà, Frannie aveva capito il doppio gioco di Rebecca.
- Guest star: Jesse McCartney (Andy)
- Nota. Nel dialogo tra Casey e le effettive ZBZ, alcune frasi sono simili a quelle dello stesso discorso fatto da Frannie nell'episodio Pilota della Prima Stagione[senza fonte]

## Amici o nemici?
- Titolo originale: Engendered Species
- Diretto da: Michael Lange
- Scritto da: Jonathan Abrahams

### Trama
Alla disperata ricerca di un po' di aiuto in casa, Ashleigh assume un bello studente come tuttofare. Purtroppo lui, Fisher, ha su di sé l'attenzione indesiderata delle sorelle ZBZ. Rusty, Dale e Calvin sono ad una lezione di storia dell'arte durante la quale Rusty si innamora di una studentessa di nome Jordan.
- Guest star: Jesse McCartney (Andy), Johanna Braddy (Jordan) e Andrew J. West (Fisher)

## Matricole e gamberoni
- Titolo originale: Big Littles & Jumbo Shrimp
- Diretto da: Shawn Piller
- Scritto da: Mark Stegemann

### Trama
Dopo aver scoperto Andy baciare Jordan durante la festa alla Kappa Tau, Rusty esita ad assumere il ruolo di fratello maggiore di Andy. Alla ZBZ il cibo scompare dalla dispensa, lasciando Casey e Rebecca il sospetto che Fisher sia il ladro. Quando si confrontano al riguardo, Ashleigh si rifiuta di credervi, nonostante le prove contro di lui siano evidenti. Infine Evan riceve una visita dal fratello maggiore, Patrick.
- Guest star: Jesse McCartney (Andy), Johanna Braddy (Jordan), Andrew J. West (Fisher) e Robert Hoffman (Patrick).

## Azioni elusive
- Titolo originale: Evasive Actions
- Diretto da: Michael Lange
- Scritto da: Carter Covington

### Trama
ZBZ e IKI faccia a faccia in una partita di dodgeball a cui partecipa un'indecisa Jordan. Rusty comincia a preoccuparsi quando Dale smette di lasciare il loro nuovo appartamento, e chiede aiuto alla KT per farlo uscire rischiando lo sfratto dall'appartamento. La relazione tra Frannie ed Evan giunge al termine.
- Guest star: Jesse McCartney (Andy) e Johanna Braddy (Jordan)

## Matrimonio al campus
- Titolo originale: Evasive Actions
- Diretto da: Melanie Mayron
- Scritto da: Michael Berns

### Trama
L'ex ZBZ, Kiki, è tornata alla CRU per il suo matrimonio, e tutte le ZBZ sono invitate (compresa Frannie). Max decide di prendere il suo rapporto con Casey ad un livello superiore. Jordan recluta Rusty per alcuni doveri da matricola riguardo al matrimonio, ciò culmina con un bacio deplorevole durante il ricevimento. Rebecca bacia un'altra ex-ZBZ, Robin Wylie, sorella maggiore di Ashleigh, e comincia a mettere in discussione la sua sessualità.
- Guest star: Johanna Braddy (Jordan), Collette Wolfe (Kiki) e Anna Osceola (Robin)

## Il bottino
- Titolo originale: Guilty Treasures
- Diretto da: Norman Buckley
- Scritto da: Roger Grant

### Trama
Casey scopre dello stage all'estero che Max ha rifiutato, e decide di aiutarlo a fargli prendere contatti ad una festa facoltosa, alla fine della quale, parte per lo stage di un mese ad Oxford. Cacciando una matricola Omega Chi dalla sede, i KT scoprono una scorta segreta di merci rubate dai fratelli precedenti. Rusty e Andy vengono catturati restituendo un pallone da football e dopo Rusty confessa di aver baciato Jordan. Per questo motivo, Andy si disimpegna dalla KT, provocando una frattura tra Rusty e Cappie. Ashleigh esita a rendere pubblico il suo rapporto con il Fisher.
- Guest star: Jesse McCartney (Andy), Johanna Braddy (Jordan) e Andrew J. West (Fisher)
- Nota. Ultima apparizione di Andy (Jesse McCartney)

## I divini segreti delle Sorelle Zeta Beta
- Titolo originale: Divine Secrets and the ZBZ Sisterhood
- Diretto da: Michael Lange
- Scritto da: Jessica O'Toole e Amy Rardin

### Trama
Nel tentativo di impressionare Cappie, Rusty cerca di risolvere insieme a Dale un mistero riguardo ad una società segreta della CRU, la Anfora Society, nella quale entra a far parte in gran segreto insieme ad Evan. Le ex ZBZ, che erano andate alla IKI, chiedono a Casey se possono tornare a far parte della confraternita, ma Casey, dopo varie riflessioni, decide di rifiutare la loro richiesta. Rebecca consulta Calvin per l'appuntamento con Robin.
- Guest star: Anna Osceola (Robin)

## Scienze sociali
- Titolo originale: Crush Landing
- Diretto da: Patrick Norris
- Scritto da: Matt Whitney

### Trama
Cappie e Casey, Rusty e Jordan trascorrono ciascuno la notte insieme a studiare per le loro prove di fine semestre. Rusty e Jordan rivelano i loro sentimenti reciproci, così come Cappie e Casey: mentre tra Jordan e Rusty inizia un buon rapporto, Casey esita ad ammettere di importarsene di Cappie, ed i due decidono di andare ognuno per la propria strada. Intanto Evan passa una nottata alquanto movimentata con Rebecca per recuperare il materiale che serve a quest'ultima per la prova del giorno dopo.
- Guest star: Johanna Braddy (Jordan)

## Fratelli e confratelli
- Titolo originale: Isn't It Bro-mantic
- Diretto da: Michael Lange
- Scritto da: Adam Milch e Mark Stegemann

### Trama
Una solitaria Casey si immischia nel primo appuntamento di Rusty con Jordan. Calvin ottiene un nuovo compagno di stanza, solo per scoprire che è Grant, un fratello che ha fatto outing di nascosto a Calvin. Evan e Cappie grazie all'Anfora Society raggiungono una riappacificazione.
- Guest star: Johanna Braddy (Jordan) e Gregory Michael (Grant)

## L'amore attraverso i secoli
- Titolo originale: Tailgate Expectation
- Diretto da: Tim Matheson
- Scritto da: Michael Berns e Anne Kenney

### Trama
ZBZ e KT sono abbinati per il concorso dei carri della CRU. Rusty, Ashleigh e Heath vogliono vincere, e alla fine sabotano il carro degli Omega Chi/IKI. Casey e Cappie cercano di evitarsi l'un l'altro senza successo e Casey si scopre essere innamorata ancora di Cappie. I genitori di Evan vogliono che abbia più parsimonia prima di continuare a beneficiare del suo fondo fiduciario, ma decide di rinunciarci. Ashleigh scopre il segreto di Fisher: la sua passione per i Tridenti della Cyprus.
- Guest star: Johanna Braddy (Jordan) e Andrew J. West (Fisher)

## La fine del mondo
- Titolo originale: At World's End
- Diretto da: Michael Lange
- Scritto da: Roger Grant, Jessica O'Toole e Amy Rardin

### Trama
Max è tornato, ma dopo essere caduta in un tombino, Casey si rende conto di essere ancora innamorata di Cappie, che però la rifiuta nonostante ne sia ancora innamorato, decide poi di rompere con Max. Ashleigh evita per poco l'espulsione per il sabotaggio del carro delle IKI e viene lasciata ad affrontare Frannie ed il Consiglio Panellenico da sola. Dale sta avendo problemi a tenere a bada le avances sessuali della sua ragazza. Contemporaneamente Calvin sta cercando di resistere alla sua attrazione per Grant evitando di dormire alla Omega Chi. Alla fine Frannie si rende conto che la IKI non sarà mai la ZBZ e decide di chiudere la confraternita e di dedicarsi esclusivamente alle sue lezioni.
- Guest star: Johanna Braddy (Jordan) e Andrew J. West (Fisher)
- Nota. Ultima apparizione di Frannie Morgan (Tiffany Dupont) e Max Tyler (Michael Rady)